# Biopetrol Industries
Die Biopetrol Industries AG war ein Konzern der Energiewirtschaft mit Sitz in Baar (Schweiz). Er produzierte, handelte und vertrieb Biodiesel und Pharmaglycerin auf dem nationalen und internationalen Markt. Dabei war Biopetrol Industries einer der grössten Biodiesel-Hersteller Europas sowie der grösste Produzent von Pharmaglycerin in Europa und der zweitgrösste weltweit. Seit Ende 2009 befand sich das Unternehmen mehrheitlich im Besitz des Schweizer Rohstoffhandelskonzerns Glencore.

## Kapazitäten
Biopetrol produzierte an den zwei Standorten in Rotterdam und Rostock jährlich rund 1.000.000 Tonnen Biodiesel sowie 90.000 Tonnen Pharmaglycerin.

## Unternehmensgeschichte
Die Geschichte der Biopetrol Industries AG begann mit dem Bau des Biodieselwerks in Schwarzheide im Jahr 2002, das 2004 durch die Unternehmerfamilie Klink übernommen wurde. 2005 erfolgte eine Kapazitätserweiterung der Fabrik sowie der Börsengang der Firma als Aktiengesellschaft. Im Jahr 2006 wurde das Werk in Rostock als zweite Produktionsstätte gebaut und eröffnet, im Jahr darauf folgte dort eine Kapazitätserweiterung. Das Werk in Rotterdam wurde Anfang 2010 in Betrieb genommen, zudem übernahm das Unternehmen im selben Jahr mit Dutch Biodiesel ein weiteres Werk in Rotterdam.
Auf Ende 2009 übernahm Glencore mit einer Beteiligung von 50 Prozent plus einer Aktie die Aktienmehrheit an Biopetrol Industries. Die Beteiligung stammt aus dem Bestand der Unternehmerfamilie Klink, die zuvor knapp zwei Drittel des Aktienkapitals hielt. Die Aktien der Biopetrol Industries sind seit November 2005 am Open Market der Frankfurter Wertpapierbörse notiert. 
Im Jahr 2011 wurde die Produktion in Schwarzheide eingestellt. Begründet wurde dies mit dem Überangebot an Biodiesel in der Region und der fehlenden Verkehrsanbindung des Werks an überregionale Märkte. Das zum tschechischen Chemiekonzern Spolchemie gehörende Unternehmen Zeppoil übernahm 2013 das Werk. Die Produktion wurde wieder angefahren, allerdings konzentriert man sich auf die Herstellung von Glycerin, das eigentlich ein Nebenprodukt der Biodiesel-Produktion ist, allerdings in Schwarzheide in sehr hoher Reinheit hergestellt werden kann.
Im Laufe des Jahres 2010 wurde der Sitz des Unternehmens nach Baar verlegt. Die Biopetrol Industries AG wurde im Jahr 2013 aus dem Handelsregister gelöscht. Zum Zeitpunkt der Auflösung des Unternehmens, waren die Personen mit Entscheidungsbefugnis, Ernest Mostert (Präsident), Roland Pechtold (Mitglied des Verwaltungsrates), Andreas Hubmann (Mitglied des Verwaltungsrates) und Maarten Roelfs (Direktor).